# Looking For An Answer
Looking For An Answer va ser un grup de grindcore de Madrid, marcat pel seu compromís antiespecista i per la tendència a incorporar la influència del death metal en la seva música.

## Discografia
- 2000: Looking For An Answer
- 2004: Buscando una respuesta
- 2007: Extinción
- 2009: La cacería EP
- 2010: Biocidio EP
- 2011: Eterno Treblinka[3]
- 2014: Kraken EP
- 2017: Dios Carne